# دین سرر
دین سرر (به انگلیسی: ƭat Roog )  راه الهی ، باورها، اعمال و آموزه های اصلی مذهبی مردم سرر سنگال در غرب آفریقا است. دین سرر به یک خدای برتر جهانی به نام روگ (یا روگ ) اعتقاد دارد. در زبان‌های کانگین ، روگ با نام‌های کوکس (یا کوه  )، کوپه تیاتی کاک و کوخ کوکس شناخته می‌شود.
مردم سرر در سراسر منطقه سنگامبیا یافت می شوند. در قرن بیستم، حدود 85 درصد از مردم سرر به اسلام ( تصوف ) گرویدند،  اما برخی مسیحی هستند یا از مذهب سنتی خود پیروی می کنند. آداب مذهبی سنتی سرر شامل سرودها و اشعار باستانی، ستایش و تقدیم خدایان و همچنین ارواح ( پنگول )، مراسم آغاز ، طب عامیانه و تاریخ سریر است.